# Ajië
Ajië (eget namn waawilûû) är ett malajo-polynesiskt språk som talas i Nya Kaledonien. Dess närmaste släktspråk är bl.a. arhâ, arhö och neku.. Språket har cirka 6200 talare.
Språket skrivs med latinska alfabetet.
Ajië undervisas i några skolor och på Nya Kaledoniens universitet.

## Fonologi

### Konsonanter
|             | Labial  | Labial    | Alveolar | Palatal | Velar   | Velar     |
| ----------- | ------- | --------- | -------- | ------- | ------- | --------- |
| Norm.       | Lab.    | Norm.     | Alveolar | Palatal | Lab.    |           |
| Klusil      | p \| mb | pʷ \| mbʷ | t \| nd  | c \| ŋɟ | k \| ŋg | kʷ \| ŋgʷ |
| Nasal       | m       | mʷ        | n        | ɲ       | ŋ       |           |
| Frikativ    | v       | vʷ        |          |         |         |           |
| Tremulant   |         |           | r ~ ɾ    |         |         |           |
| Approximant | w       |           |          | j       |         |           |

Källa:

### Vokaler
|              | Främre | Central | Bakre  |
| ------------ | ------ | ------- | ------ |
| Sluten       | i      |         | u      |
| Mellansluten | e      |         | o      |
| Mellanöppen  | ɛ      | ɜ       | ʌ \| ɔ |
| Öppen        |        | a       |        |

Vokaler [a], [ɔ], [ɛ] och [u] kan också realiseras som nasala.
Källa: